# Psucin
Psucin – wieś sołecka w Polsce położona w województwie mazowieckim, w powiecie nowodworskim, w gminie Nasielsk.
| SIMC    | Nazwa          | Rodzaj     |
| ------- | -------------- | ---------- |
| 0120514 | Biłki          | część wsi  |
| 0120520 | Pieńki Psuckie | przysiółek |

Wieś szlachecka Psucino położona była w drugiej połowie XVI wieku w ziemi zakroczymskiej. 
13 sierpnia 1915 pod Psucinem poległ pisarz i publicysta serbołużycki ks. Jan Rječka.
W latach 1975–1998 miejscowość administracyjnie należała do województwa ciechanowskiego.